# Ньютон-Мірнс
Нью́тон-Мі́рнс (англ. Newton Mearns, шотл. гел. Baile Ùr na Maoirne) — місто в центрі Шотландії, в області Східний Ренфрюшир.
Населення міста становить 23 460 осіб (2006).